# Mababe
Mababe – wieś w Botswanie w dystrykcie Północno-Zachodnim. Według spisu ludności z 2001 roku wieś liczyła 157 mieszkańców.